# Zurvandade
Zurvandade (fl. século V) foi um nobre parta da Casa de Surena que serviu como líder do sacerdócio zoroastrista (herbade). Era o filho mais velho do poderoso ministro Mir-Narses e tinha dois irmãos chamados Cardar e Magusnaspe. Seu nome significa "dado por Zurvã". Ostentar esse nome não implica automaticamente que uma pessoa era adepta do zurvanismo. No entanto, o pai de Zurvandade era zurvanista, o que significa que o próprio Zurvandade também era provavelmente seguidor. Durante o reinado do xainxá Perozes I, o zurvanismo foi declarado ilegal e foi banido da sociedade zoroastrista. Zurvandade pode ser a mesma pessoa mencionada no Vendidade que contestou Aúra-Masda como o deus supremo do zoroastrismo.